# Jockey Club del Perú

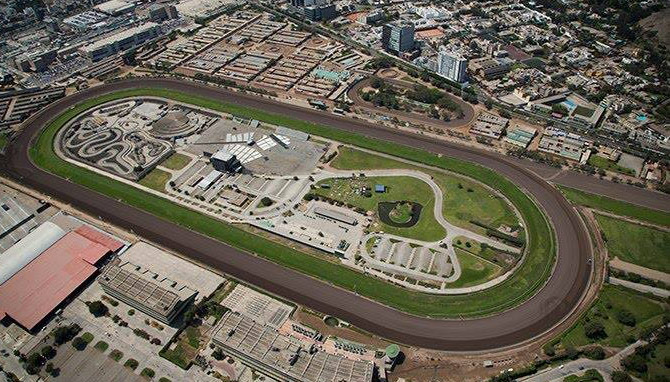
Imagem do Hipódromo do Jockey club del Perú.

Jockey Club del Perú é a entidade que detém a propriedade e administração do Hipódromo de Monterrico, principal praça de corridas de cavalo no Peru. 
Fundada em 14 de abril de 1946, é voltada para corrida de cavalos e esportes equestres.
Iniciou com corridas no Hipódromo de Bellavista em 1864, passando ao hipódromo Meiggs em 1887, Hipódromo Santa Beatriz em 1903, Hipódromo San Felipe em 1938 e finalmente em 1960 ao moderno Hipódromo de Monterrico.
Desde sua fundação já distribuiu mais de um bilhão de dólares em prémios aos turfistas.
Mantém a transmissão própria de corridas a todo o país pela TV Turf. Tem postos, em diversos pontos do país, de modernos telepódromos e minipódromos. Também explora máquinas de jogos.
Oferece ainda para seus sócios um grande centro de lazer. 